# Operatie Flax
Operatie Flax is een operatie in de Tweede Wereldoorlog van de geallieerden om de bevoorradingslijnen van de Duitsers tussen Tunesië en Italië af te snijden. De operatie begon op 5 april 1943. Het Italiaanse vliegveld van Trapani werd op 5 en 9 april gebombardeerd.